# 米蘭 (新罕布什爾州)
米蘭（英語：Milan）是一個位於美國新罕布什爾州庫斯縣的鎮。

## 人口
根據2020年美國人口普查的數據，米蘭的面積為166.92平方千米，當中陸地面積為164.95平方千米，而水域面積為1.97平方千米。當地共有人口1358人，而人口密度為每平方千米8人。